# Billy Sherrill
Billy Sherrill (Phil Campbell, 5 november 1936 - Nashville, 4 augustus 2015) was een Amerikaanse producent en songwriter.

## Jeugd
Billy Sherrill groeide op in Alabama als zoon van een predikant en voelde zich vooreerst aangetrokken tot de jazz en blues. Hij leerde meerdere instrumenten te bespelen en vervoegde zich na zijn schooltijd bij meerdere bands.  Aan het eind van de jaren 1950 nam hij bij een Independent-label enkele singles op, die echter verregaand onbemerkt bleven.
In 1962 verhuisde hij naar Nashville, waar hij met vrienden een kleine platenstudio opende. Uiteindelijk werd hij door Sam Phillips ingehuurd als opnameleider voor zijn Sun Records-studio. Sherrill wisselde daarna als producent naar het nieuw opgerichte Epic Records.

## Carrière
De eerste artiest waar hij mee samenwerkte, was David Houston, die twee jaar eerder zijn eerste hit scoorde met Mountain of Love, maar sindsdien echter zonder succes was gebleven. Reeds de eerste gezamenlijke single Livin' in a House Full of Love (1965, derde plaats) plaatste zich in de countryhitlijst. De daaropvolgende song Almost Persuaded eiste de toppositie op en bleef daar negen weken.
Een jaar later contracteerde hij de op dit moment nog onbekende Tammy Wynette, die eerder door meerdere labels werd afgewezen. Zowel Houston als Wynette konden meerdere tophits boeken, waaronder het gezamenlijke duet My Elusive Dream (1967) van Houston en Sherrill. In 1968 schreef Sherrill samen met Wynette haar grootste succes Stand By Your Man. Sherrills volgende protegé was Charlie Rich, met wie hij reeds eerder had samengewerkt bij Sun Records. De grootste gezamenlijke hit was The Most Beautiful Girl, die zowel in de countryhitlijst als ook in de pophitlijst de 1e plaats bereikte. De song werd door talrijke artiesten gecoverd.
Billy Sherrill werd een belangrijke protagonist van de Nashville-sound. Zonder de klassieke instrumenten als fiddle en steelgitaar geheel te verdringen, mengde hij vaak naderhand vioolgroepen en achtergrondkoren erbij en schiep zo een sound, die ook buiten het countrycircuit bijval oogstte. Een hoogtepunt van zijn werk was de duettenreeks met Ray Charles en de supersterren van de country-scene als Johnny Cash en Willie Nelson. De volgende artiesten die hij naar voren schoof, waren Barbara Mandrell en Tanya Tucker. In 1971 wisselde George Jones naar Epic Records, met wie hij eveneens een succesvolle samenwerking begon.
Sherrills succesreeks hield stand tot het begin van de jaren 1980. Door hem geproduceerde en gecomponeerde songs bereikten daarna slechts zelden de top van de hitlijst. In 1980 werd hij vicepresident van de Nashville afdeling van Columbia Records, het moederbedrijf van Epic Records. In 1984 werd hij opgenomen in de Nashville Songwriters Hall of Fame. Dit was slechts een van de vele onderscheidingen, die hij tijdens zijn carrière had mogen ontvangen.